# Huang Quan (malarz)

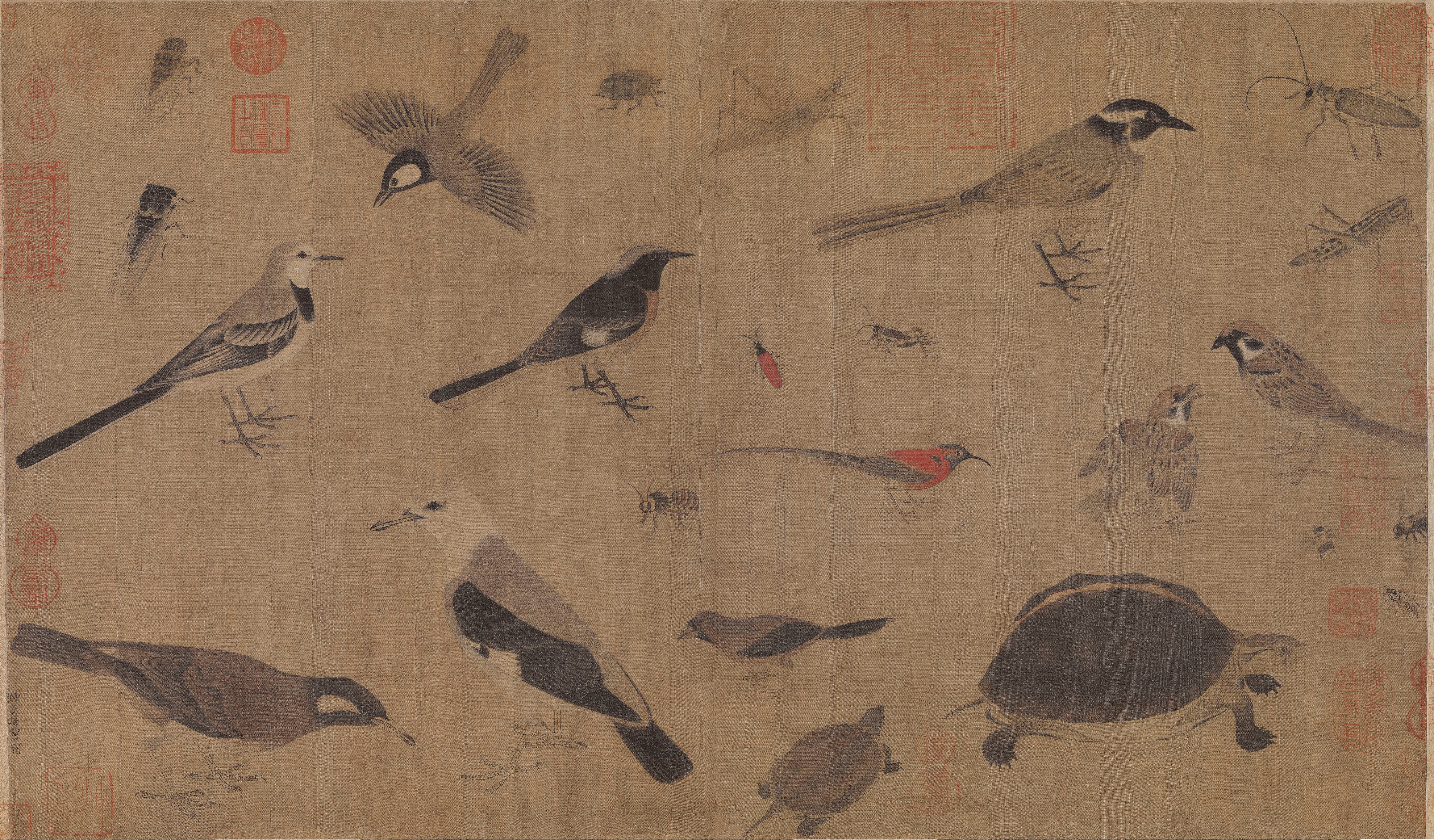
Obraz Huang Quana. Zbiory Muzeum Pałacowego w Pekinie

Huang Quan (chiń. 黃荃), zi Yaoshu (要叔); ur. ?, zm. 965 – chiński malarz żyjący w epoce Pięciu Dynastii i Dziesięciu Królestw.
Pochodził z Chengdu w Syczuanie. Tworzył na dworze późniejszej dynastii Shu, był przewodniczącym Cesarskiej Akademii Sztuki. Malował ptaki, kwiaty, bambusy i drzewa. Jego obrazy cechują się elegancją i żywą kolorystyką. Kontury przedstawianych zwierząt i roślin kreślone są delikatną kreską. Styl Huang Quana był chętnie naśladowany przez malarzy tworzących w epoce Song.